# Sarow
Sarow település Németországban, Mecklenburg-Elő-Pomeránia tartományban. Lakosainak száma 724 fő (2023. december 31.).

## Népesség
A település népességének változása:
| Lakosok száma | 711  | 699  | 698  | 719  | 724  |
|               | 2017 | 2019 | 2021 | 2022 | 2023 |

## Látnivalók

Látnivalók
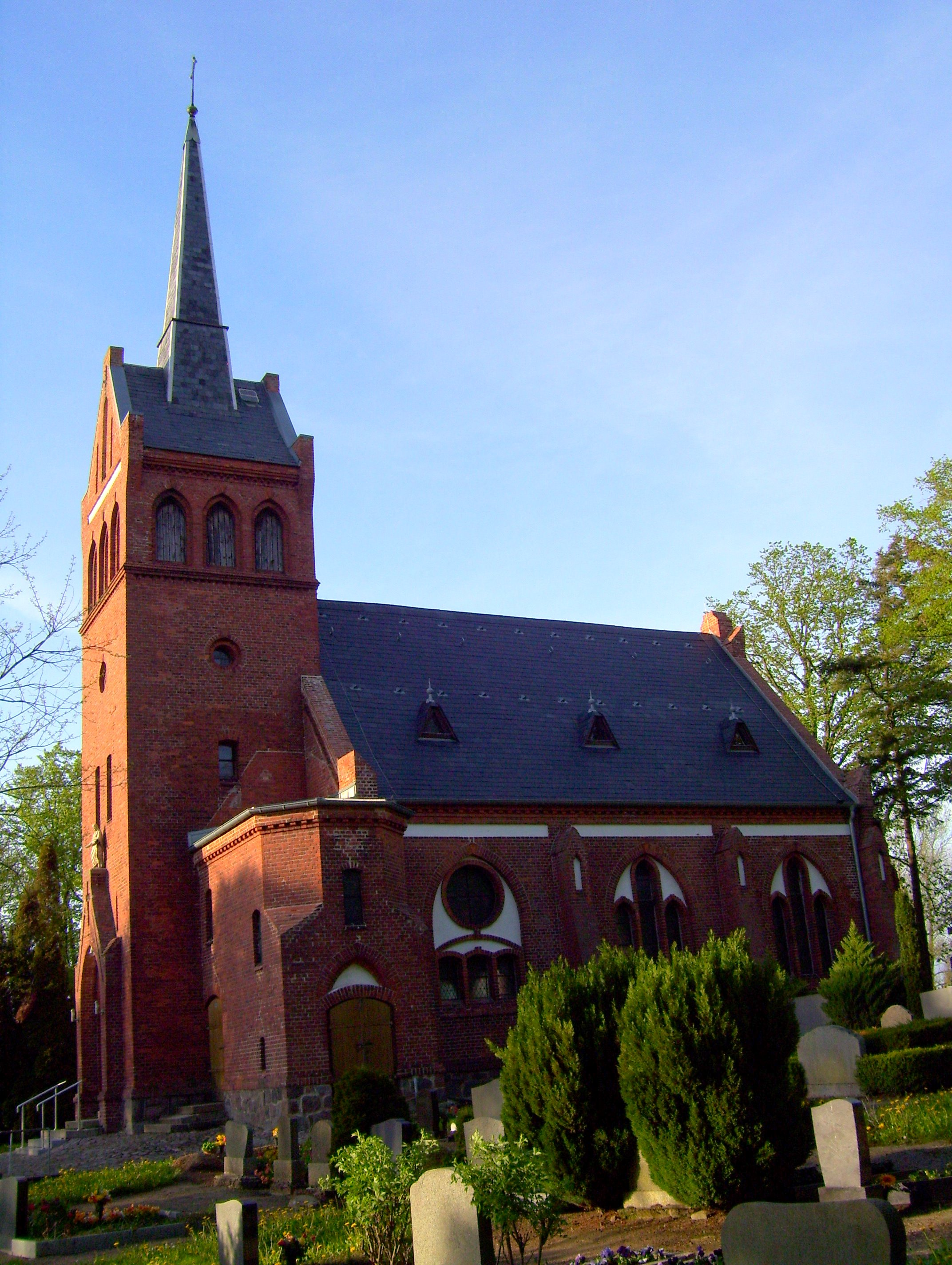
Templom Ganschendorfban
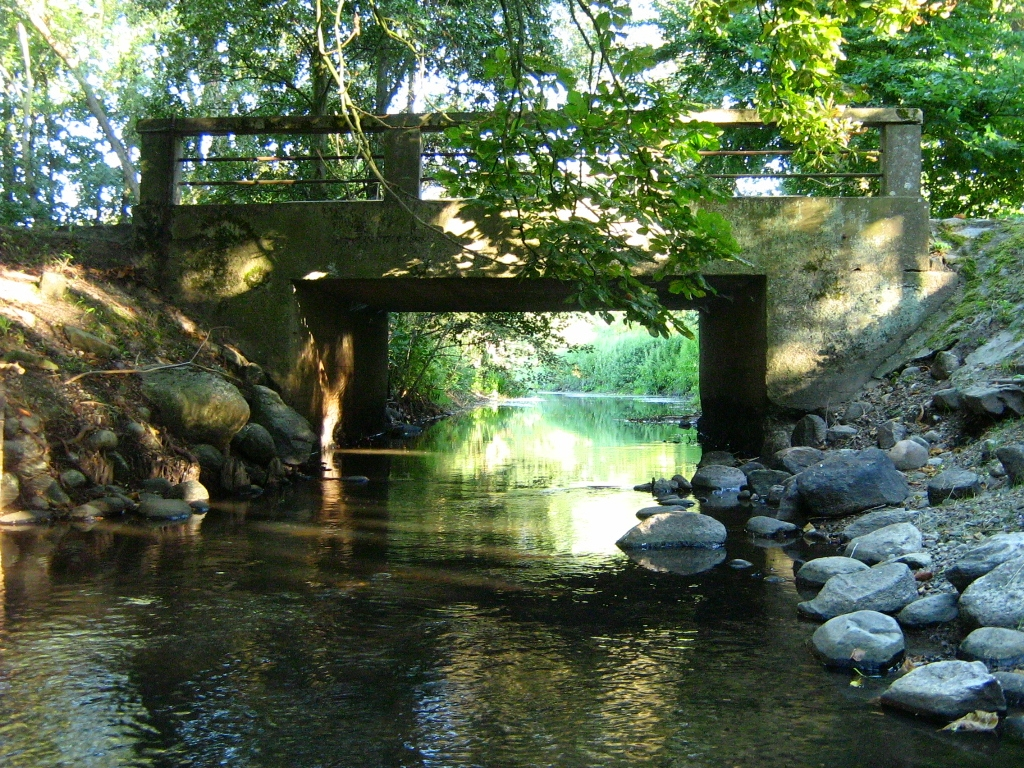
Augraben folyó Gehmkow közelében
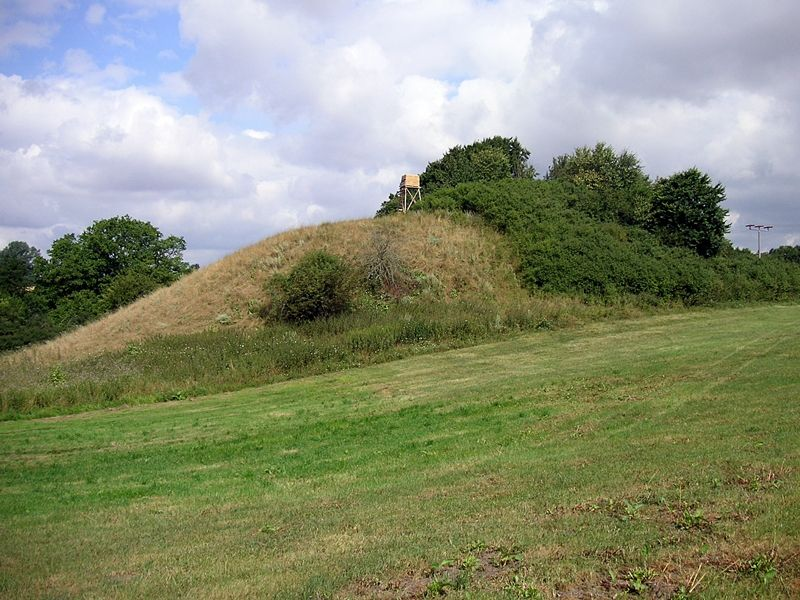
Ganschendorf várfala
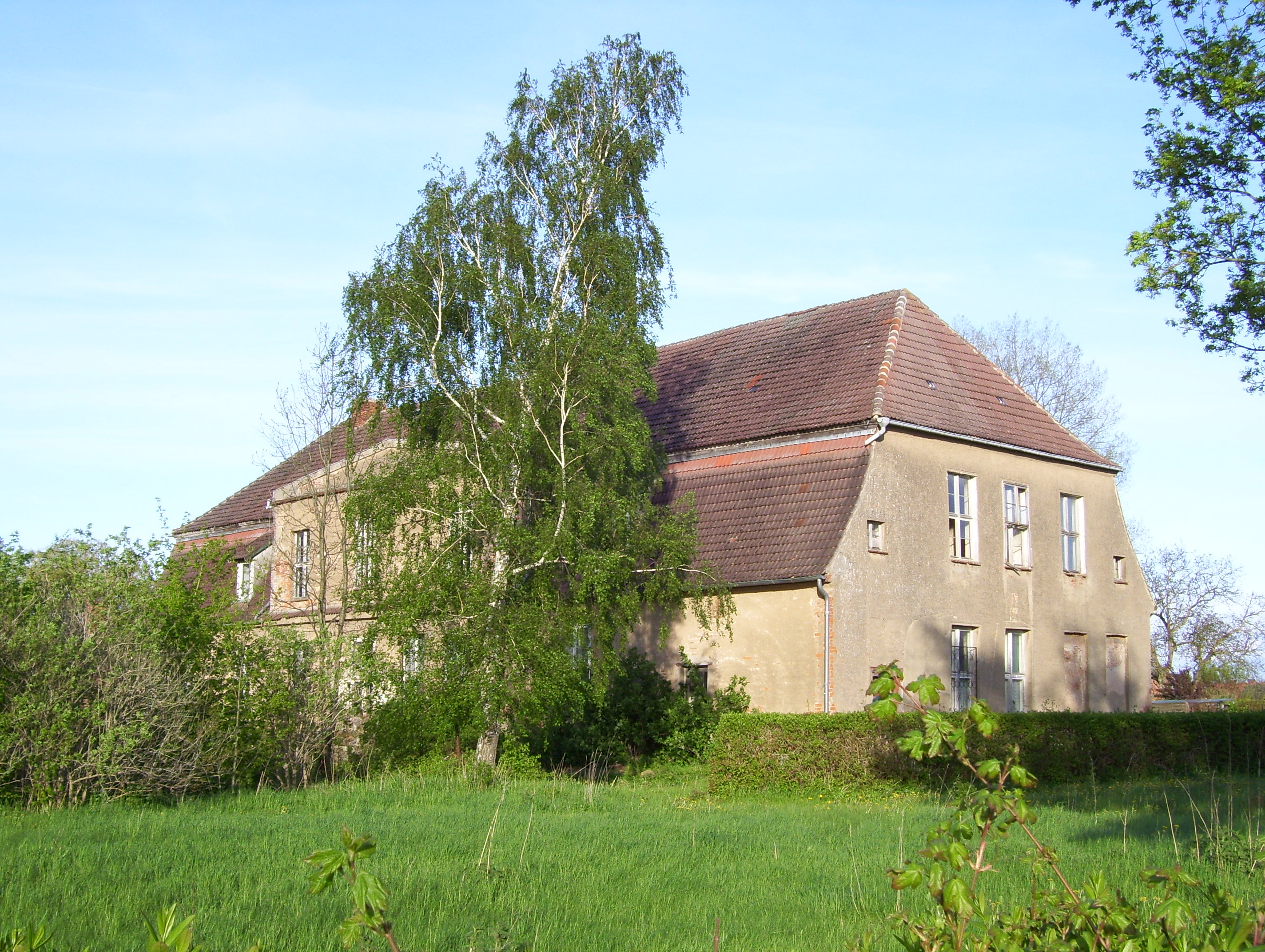
Ganschendorf kastély